# Дегер, Эрнст
Эрнст Дегер (1809—1885) — немецкий художник-академист.

## Биография
Родился недалеко от Хильдесхайма в 1809 году. В 1828 году начал обучаться в Берлинской академии искусств, но вскоре перешел в академию в Дюссельдорфе.
Дегер был представителем дюссельдорфской школы живописи, известной своими картинами на христианские темы, отличающимися безмятежностью композиции и гармоничным колоритом. К известным произведениям Дегера относятся несколько Мадонн и Портрет девушки (1835). Христианские картины и рисунки Дегера использовались при украшении молитвенников и тематических открыток. Важным заказом в карьере художника стала роспись церкви святого Аполлинария в Ремагене.
Между 1837 и 1841 годами Дегер путешествовал по Италии. Он начал преподавать в художественной академии Дюссельдорфа в 1860 году и стал профессором истории религии в 1869 году. Дегер умер в Дюссельдорфе в 1885 году.